# Teresa Hoerl

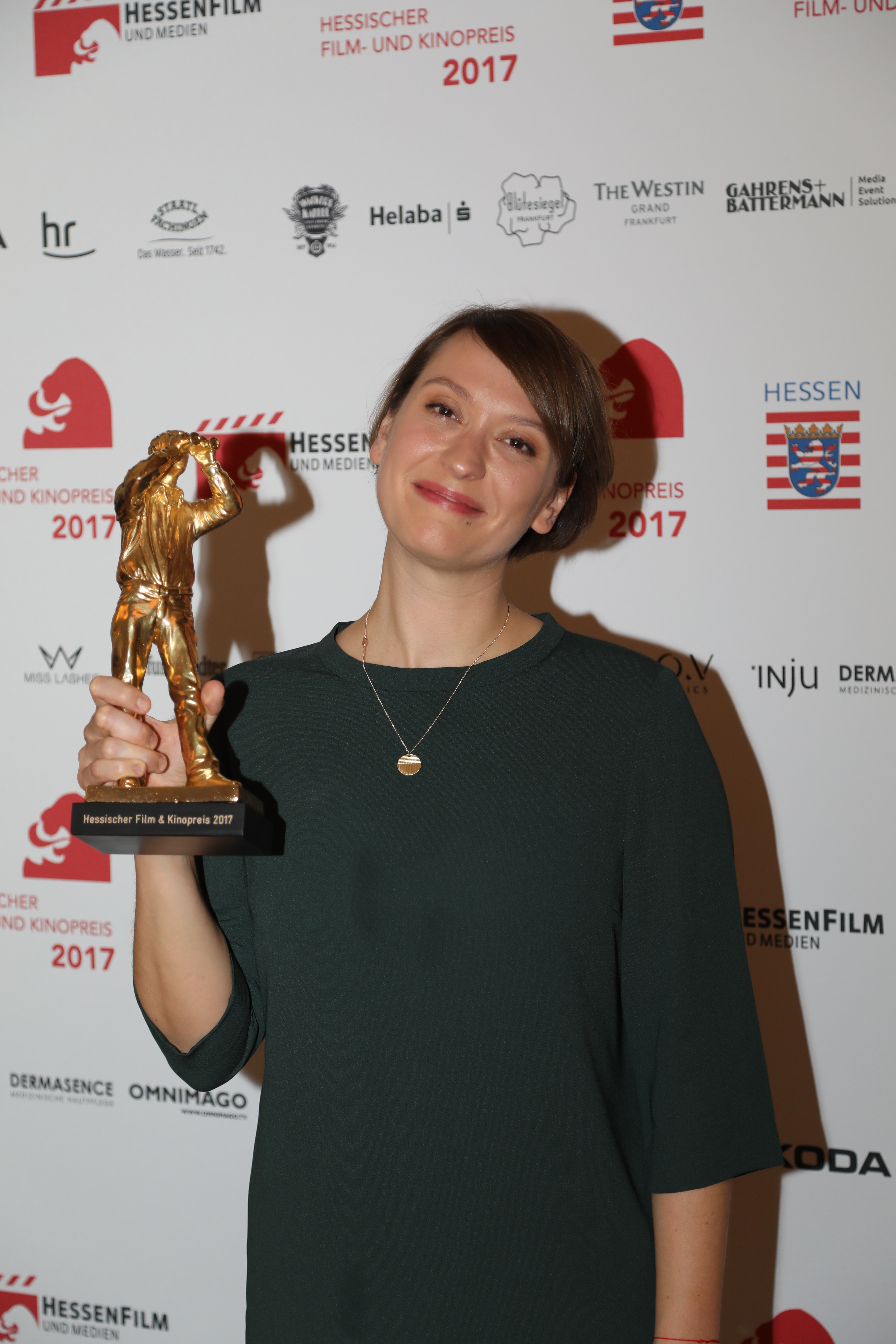
Teresa Fritzi Hoerl bei der Verleihung des Hessischen Filmpreises 2017

Teresa Fritzi Hoerl (* 1983 in Augsburg) ist eine deutsche Filmregisseurin und Drehbuchautorin.

## Leben
Teresa Fritzi Hoerl (alias Teresa Hoerl) studierte Theaterwissenschaften, Neuere Deutsche Literatur und Psychologie an der Ludwig-Maximilians-Universität München und der Universität London. 2009 schloss sie ihr Studium in München mit dem Master of Arts ab. Im Anschluss absolvierte sie ihr Regiestudium an der Hochschule für Fernsehen und Film München. Seit 2014 arbeitet sie als freie Regisseurin und Autorin.
2011 wurde ihr Film Du Bist’s beim Filmfest Dresden im Nationalen Wettbewerb für den Goldenen Reiter nominiert. Ihr Film Familienzuwachs wurde 2017 mit dem Hessischen Filmpreis als Bester Kurzfilm ausgezeichnet und auf zahlreichen nationalen und internationalen Festivals gezeigt. Beim Kinofest Lünen gewann Familienzuwachs im selben Jahr den Kurzfilmpreis Erster Gang für mittellange Kurzfilme. Er wurde im Anschluss mehrfach im BR ausgestrahlt.
Seit 2019 ist Teresa Fritzi Hoerl auch als Hörspielregisseurin tätig. Ihre Umsetzung des Stücks Die Anhörerin von Andreas Unger und ihre Inszenierung von Magdalena Schrefels Ein Berg, viele gewannen 2019 und 2020 jeweils den Preis als Hörspiel des Monats.
2020 feierte ihr Spielfilmdebüt Nothing More Perfect seine Premiere beim Filmfestival Max Ophüls Preis. Weitere Preise und Festivalteilnahmen folgten. Im Herbst 2020 erhielt sie für Nothing More Perfect beim Internationalen Filmfestival Schlingel den mit 4000 Euro dotierten Förderpreis der DEFA-Stiftung.
Im September 2022 startete ihr Spielfilm Alle für Ella mit Lina Larissa Strahl, Safira Robens, Tijan Marei, Malene Becker, Gustav Schmidt, Milan Peschl, Lavinia Wilson, u. v. m. deutschlandweit in den Kinos.

## Filmografie (Auswahl)
- 2011: Du Bist’s (Kurzfilm, Drehbuch und Regie)
- 2017: Familienzuwachs (Mittellanger Spielfilm, Drehbuch und Regie, Produktion: MÄKSMY, HFF München, BR, Pantaleon Films, Kaissar Film)[10]
- 2017: Choices (E.O.F.T. – Kurzdokumentarfilm, Konzept und Regie)[11]
- 2020: Nothing More Perfect (Spielfilm, Drehbuch und Regie)[12]
- 2022: Alle Für Ella (Spielfilm, Regie)[13]

## Hörspiele
- 2019: Andreas Unger: Die Anhörerin – Hörspiel des Monats mit Susanne Schroeder, Heinz Josef Braun, Stefan Hunstein u. a. / Komposition: We Are Modular (Länge: 36’03, Originalhörspiel – BR)[14]
- 2020: Ronja Helene Grabow, Teresa Fritzi Hoerl: Angst (Nach der gleichnamigen Novelle von Stefan Zweig) – Hörspiel mit Sina Martens, Gisa Flake, Franz Hartwig u. a. / Komposition: HVOB (Länge: 60’05 – Deutschlandfunk Kultur)[15]
- 2020: Magdalena Schrefel: Ein Berg, viele – Hörspiel des Monats mit Leonie Benesch, Lukas Turtur, Richard Djif, Matthias Brandt u. a. (Länge: 51’53, Originalhörspiel – BR/ORF)[16]

## Auszeichnungen
- 2011: Nominierung im Nationalen Wettbewerb für den Goldenen Reiter für Du Bist's (Filmfest Dresden)[2]
- 2017: Hessischer Filmpreis für Familienzuwachs[3] (Hessischer Film- und Kinopreis)
- 2017: Kurzfilmpreis Erster Gang für Familienzuwachs (Kinofest Lünen)[4]
- 2019: Honorable Mention für Choices (13th Festival Gorniškega Filma)
- 2019: Hörspiel des Monats Die Anhörerin[6]
- 2020: Nominierung Nothing More Perfect (Filmfestival Max Ophüls Preis)[17]
- 2020: Förderpreis der DEFA-Stiftung Nothing More Perfect (Internationales Filmfestival Schlingel)[9]
- 2020: Premio del Público Nothing More Perfect (Festival de cine Alemán Madrid)[18]
- 2020: Hörspiel des Monats Ein Berg, viele[7]
- 2021: Audience Award Nothing More Perfect (Grenzland Filmtage Selb)
- 2021: Mejor Largometraje Para Adolescentes (Bester Spielfilm für Heranwachsende) „Nada Mas Perfecto“ (Nothing More Pefect) (10º Festival Internacional de Cine para Niños, Niñas y Jóvenes Ojo de Pescado, Chile)[19]